# Ifalik
Ifaluk es un atolón de las Islas Carolinas en el Pacífico Norte. Forma parte del estado de Yap, de los Estados Federados de Micronesia.